# Dolmens de Baignon
Les dolmens de Baignon sont un ensemble de constructions mégalithiques situé à Saint-Maur-sur-le-Loir dans le département d'Eure-et-Loir.

## Description
Le principal monument est constitué de dix-neuf orthostates formant un genre de cercle qui correspondrait à la chambre et à l'ébauche du couloir d'un dolmen. Une table de couverture brisée en trois morceaux est encore visible sur place.
Un deuxième monument, encore plus délabré, est situé à environ 200 m au sud-est.

Les 5 dolmens de Baignon
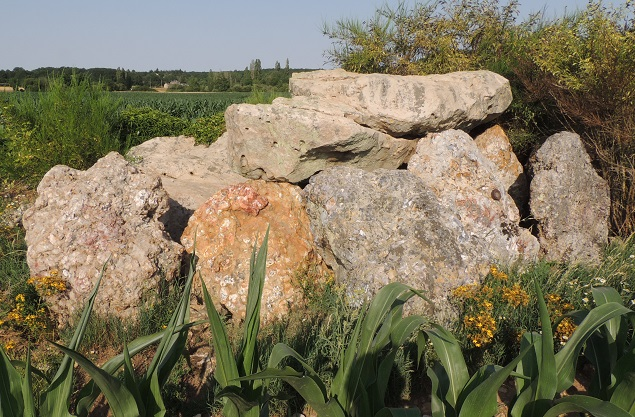
Le dolmen principal, avec les orthostates externes.
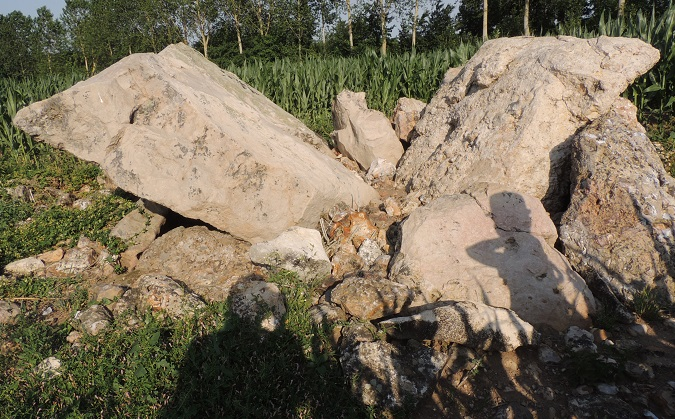
Deuxième dolmen ruiné au sud est.
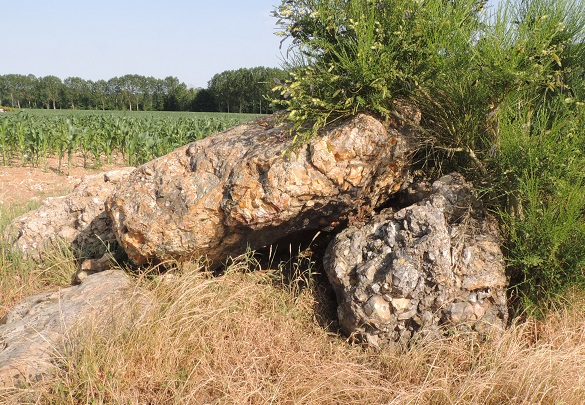
Dolmen le plus accessible.
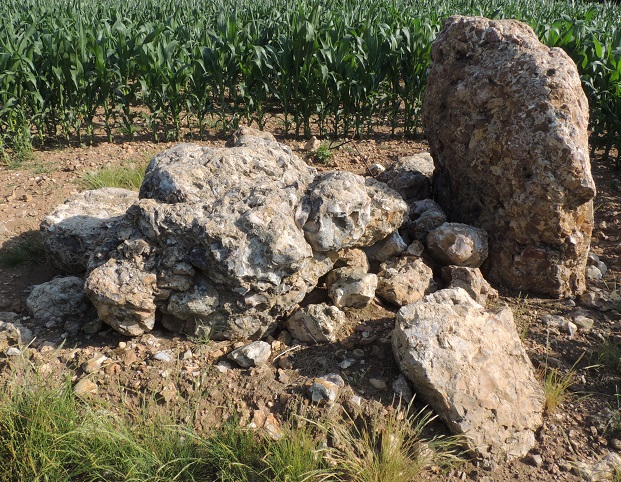
Petit dolmen ruiné au sud ouest.
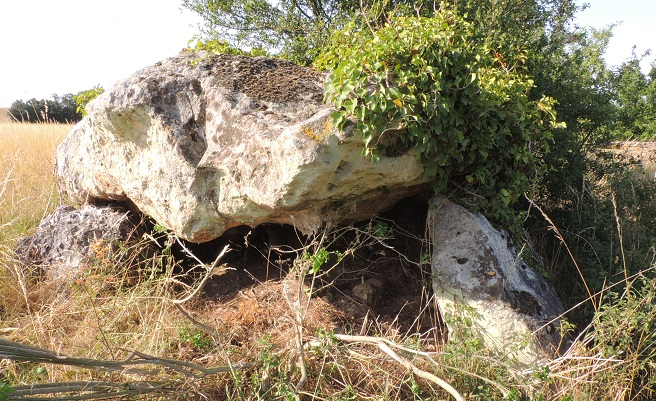
Grand dolmen à table épaisse et pas ruiné.
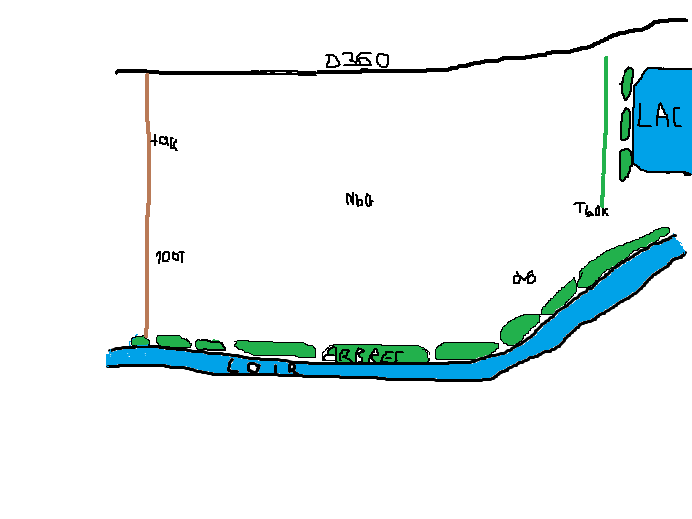
Plan des positions des dolmens.